# N'oublie pas de vivre (roman)
N'oublie pas de vivre (Dear Edward) est un roman de l'autrice américaine Ann Napolitano (en), publié le 6 janvier 2020 par The Dial Press (en). Il s'agit du troisième roman d'Ann Napolitano.
Le roman a été partiellement inspiré par le crash du vol 771 d'Afriqiyah Airways le 12 mai 2010, qui a entraîné la mort des 103 passagers et membres d'équipage à l'exception de Ruben Van Assouw, un garçon de 9 ans.

## Adaptation
En février 2022, Apple TV+ commande une adaptation en série télévisée du roman, N'oublie pas de vivre (Dear Edward). La série de 10 épisodes sortant selon un rythme hebdomadaire, après les trois premiers mis à disposition ensemble le 3 février 2023, est produite par Apple Studios avec Jason Katims en tant que show runner.